# Хросна (Малопольское воеводство)
Хро́сна (пол. Chrosna) — село в Польше в сельской гмине Лишки Краковского повета Малопольского воеводства.

## География
Село располагается на территории Тенчинского ландшафтного парка в 7 км от административного центра гмины села Лишки и в 17 км от административного центра воеводства города Краков. Через село проходит автомагистраль А4.
В 1975—1998 годах село входило в состав Краковского воеводства.

## Население
По состоянию на 2013 год в селе проживало 494 человек.
| 2010 | 2013 |
| ---- | ---- |
| 492  | 494  |

| Перепись  | Всего   | Всего | Женщины | Женщины | Мужчины | Мужчины |
| --------- | ------- | ----- | ------- | ------- | ------- | ------- |
| Единицы   | человек | %     | человек | %       | человек | %       |
| Население | 494     | 100   | 264     |         | 230     |         |

## Туризм
Село находится на территории долины «Бжосквинки», которая входит в состав Тенчинского ландшафтного парка. В долине протекает река Бжосквинка. В 2005 году местные власти обустроили пешеходный туристический маршрут под наименованием «Chrośnianeczka» (Хроснянечка).
Через село проходит туристический маршрут из Мникува, через Мникувскую долину, ущелье «Пулжечки», долину «Бжосквинки», деревню Бжосквиня, Забежовский лес до Забежува.